# 下大安
下大安，是臺灣臺中市大安區的一個傳統地域名稱，位於該區北部。相較於今日行政區，其範圍大致包括永安里、頂安里中南部邊界地帶，以及大甲區的德化里最北端。

## 歷史
台灣清治末期，下大安地區為一街庄，稱為「下大安庄」，隸屬於苗栗三堡。該庄西北臨台灣海峽，北及東與田心仔庄、頂大安庄、三十甲庄為鄰，東南邊為社尾庄，南邊與西南邊為北汕庄。
1901年（日明治三十四年）11月，全台廢縣廳改設二十廳，該庄隸屬於苗栗廳。1903年（明治三十六年）6月，該庄編入「大安區」，仍隸屬於苗栗廳。1909年（明治四十二年）10月，全台二十廳合併為十二廳，苗栗廳廢止，大安區改隸屬於臺中廳。1920年（大正九年），全台地方制度大改正，該庄改制為「下大安」大字，隸屬於臺中州大甲郡大安庄。
戰後大安庄改制為大安鄉，隸屬於臺中縣，大字亦改制為村。1950年10月，中、彰、投分治，大安鄉隸屬不變。2010年12月，隨著臺中縣、市合併為直轄臺中市，大安鄉改制為大安區，村亦改制為里。

## 聚落
本地區有五甲莊（海罟寮）、下大安等聚落。

## 交通
省道台61線又稱「西部濱海快速公路」，是新北市八里至臺南市安南的快速公路，大致以東北—西南走向繞大彎轉北北東—南南西走向經過下大安地區西部。由此可快速前往台灣西部海岸各地。
區道中7線（中山北路）是田心子至水汴頭的道路，大致以北北東—南南西走向轉東北—西南走向再轉西北—東南走向經省道台61線橋下後，轉東北—西南走向再轉北北東—南南西走向經過本地區西部。由該道路向北北東可前往田心子並止於安田庄，向南南西轉西北西經省道台61線路口後轉西南經北汕西部可前往海墘厝、溪洲西北部、龜殼、中庄、東勢尾、六塊厝東北部的水汴頭聚落並止於省道台1線路口。
區道中8線（東西五路）是五甲至大安溪橋的道路，其西側端點位於本地區西部區道中7線路口。由此向東南東經省道台61線、區道中9線路口後續行，出境後可前往社尾並止於其東北側大甲溪南岸堤防道路路口。
區道中9線（南北七路）是田心子至下腳踏的道路，大致以北北東—南南西走向經過本地區中部。由該道路向北北東經頂大安轉西北可前往田心子並止於區道中7線路口，向南南西可前往北汕、頂腳踏西南部邊界地帶的市道132號路口。

## 學校
- 永安國小

## 產業
- 五甲漁港